# Дробыш, Иван Степанович
Иван Степанович Дробыш (20 июня 1951, Селец, Барановичская область — 21 декабря 2022, Курган) — советский и российский актер театра, заслуженный артист Российской Федерации (1999).

## Биография
Иван Степанович Дробыш родился 20 июня 1951 года в деревне Селец (бел. Сялец (Навагрудскі раён)) Городечненского сельсовета Новогрудского района Барановичской области Белорусской ССР, ныне деревня входит в Ладеникский сельсовет Новогрудского района Гродненской области Республики Беларусь. Белорус. Отец — лесник Степан Евстафьевич Дробыш, мать — Лидия Степановна Дробыш (в девичестве — Мазалевская). В многодетной семье он был последним девятым ребёнком.
В 13 лет, после смерти матери, переехал к сестре в город Рудный Кустанайской области Казахской ССР. В 1967 году окончил в Рудном среднюю школу. Во время учебы в школе играл в народном самодеятельном театре.
После школы вместе с другом Евгением Васильевичем Паперным пробовали поступать в ГИТИС, ВГИК и Щукинское училище, но не поступили и вернулись в Рудный.
В 1968 году Иван Степанович поступил в Белорусский государственный театрально-художественный институт, который окончил в 1972 году. Получил диплом — «Руководитель самодеятельного театрального коллектива».
С 1972 по 1976 год играл в Кустанайском областном драматическом театре имени М. Горького. В 1974—1975 годах служил в Советской Армии на Дальнем Востоке.
В 1977 году женился на Надежде Колпаковой — дочери народного артиста РСФСР Бориса Александровича Колпакова.
В 1978 году супруги переехали в Курган, где Иван Степанович начал работать в Курганском государственном театре драмы. В этом театре актер служил более 40 лет и сыграл более 100 ролей.
Иван Степанович Дробыш скончался 21 декабря 2022 года в городе Кургане Курганской области от рака. Прощание было 23 декабря в Свято-Троицком соборе. Похоронен на кладбище в микрорайоне Глинки города Кургана.

## Награды
- Заслуженный артист Российской Федерации, 17 июня 1999 года[9]
- Лауреат областной премии в номинации «Театральное искусство» за исполнение роли в спектакле Ж. Ф. Реньяра «Единственный наследник», 21 апреля 1998 года[10][11]
- Награда Best Babel Actor Award на международном фестивале сценических искусств «BABEL F.A.S.T» в Румынии за исполнение нескольких ролей в спектакле по рассказу Михаила Булгакова «Морфий», постановка Дмитрия Акриша, июнь 2017 года[12][13][14][15].

## Репертуар
- М. Шолохов «Поднятая целина» — кузнец
- А. Рыбаков «Дети Арбата» — Вадим
- М. Булгаков «Мастер и Маргарита» — Мастер, Иешуа
- А. Николаи «Любовь до гроба» — Бруно
- В. Мережко «Ночные забавы» — Силин
- Л. де Вега «Мадридсике воды» — Флоренсьо
- А. Дюма «Нельская башня» — Сир Рауль
- А. Арбузов «Жестокие игры» — Кай Леонидов
- К. Абэ «Друзья» — молодой человек
- Г. Рябкин «Модели сезона» — Фунтиков
- В. Сологуб «Беда от нежного сердца» — слуга, Золотников
- П. Федоров «Аз и Ферт» — Фиш
- И. Шток «Это я — ваш секретарь»
- Л. Устинов «Недотрога» — король
- А. Сумбатов-Южин «Джентльмен» — Сакарди
- В. Аксенов «Цапля» — Кларенс
- А. Чехов «Чайка» — Тригорин
- А. Островский «Бешеные деньги» — Телятьев
- В. Соловьев «Царь Юрий» — нагой
- Д. Фо «Свободная пара» — мужчина (муж)
- Р. Киплинг «Кошка, которая гуляет сама по себе» — конь
- В. Шукшин «Энергичные люди»
- Д. Мамин-Сибиряк «Дикое счастье» — отец Крискент
- Ж.Мольер «Дон Жуан» — слуга
- И. Кузенин «Золотая труба» — подпоручик
- В. Розов «У моря» — молодой человек
- А. Колкер «Свадьба Кречинского» — Расплюев
- А. Иванов, В. Трифонов «Принцесса из Марьиной рощи» — Шматриков
- У. Шекспир «Виндзорские насмешницы» — Каюс
- Ж. Реньяр «Единственный наследник» — Криспен
- Н. Павлова «Пятое время года» — Арчин
- А. Толстой «Любовь — книга золотая» — князь
- М. Машаду «Сокровище Бразилии» — садовник
- О. Уайльд «Как важно быть серьезным» — Лэйн
- Р. Сеф, Т. Карелина «Две бабы Яги» - баба Яга
- А. Пушкин «Пир во время чумы» — молодой человек
- А. Галин «Сирена и Виктория» — Константин
- И. Токмакова «Морозко» — медведь
- А. Чехов «Юбилей» — Хирин
- Р. Ламуре «Супница» — Поль
- Ф. Достоевский «Дядюшкин сон» — динамичная группа
- Л. Корсунский «Подруга жизни» — Комаров
- В. Данилюк «Золотые унитазы» — Аптекман
- А. Островский «Сердце не камень» — Константин
- В. Илюхов «Молодильные яблоки» — воевода
- Н. Гоголь «Женитьба» — Жевакин
- Г. Ибсен «Кукольный дом» — доктор Ранк
- П. Гладилин «Вышел ангел из тумана» — Илья
- Р. Куни «Хоп! Хей-хоп!» — управляющий
- Д. Краснов «Волшебная лампа Аладдина» — Джафар
- Д. Фонвизин «Недоросль» — Простаков
- А. Коровкин «Ё… моё!» — Сергей
- В. Асовский , Л. Зайкаускас «Берег неба» — Паоло
- А. Толстой «Касатка» — Желтухин
- В. Ольшанский «Тринадцатая звезда» — Мики Ду
- У. Шекспир «Ночь любовных помешательств» — Робин
- Ю. Поляков «Халам-бунду, или заложники любви» — Костя
- Ж. Б. Мольер «Школа жен» — нотариус
- Е.Шварц «Снежная королева» — король
- В. Баскин «Шведская спичка» — Псеков
- А. Вампилов «Свидание в предместье» — сосед
- А. Островский «Доходное место» — Юсов
- П. Шено «Будьте здоровы» — профессор Гаррон
- А. Галин «Даешь Сингапур!» — Альберт
- Д. Вассерман «Человек из Ламанчи» — Санчо Панса
- Я. Пулинович «Леди Макбет Мценского уезда» — обвинитель
- А. Дударев «Рядовые» — Дервоед
- А. Слаповский «Бедный миллионер» — Жуков
- М. Фрейн «Ах, театр, театр, театр!..» — Моня
- Ф. Вебер «Ужин дураков» — Пьер Брошан
- Н. Гоголь «Ревизор» — судья
- Э. Лу «Наивно. Супер» — психолог
- С. Белов «Мамуля» — Семеныч
- Н. Гоголь «Вечера на хуторе близ Диканьки» — Ткач, придворный
- Я. Пулинович «Очи черные» — Тришка
- А. Островский «Бальзаминов» — Чебаков
- М. Горький «Васса» — Михайло Васильев
- У. Шекспир «Ромео и Джульетта» — Капулетти, глава двух враждующих домов
- В. Ткачук «Летучий корабль» — Царь
- А. Пушкин «Барышня-крестьянка» — Рощин
- О. Заградник «Соло для часов с боем» — Райнер
- У. Шекспир «Строптивая» — Баптиста, отец Катарины и врач
- Ж. Фейдо «Дамский портной» — Обен
- А. Червинский «Счастье мое» — Оскар Борисович
- Е. Шварц «Золушка» — Волшебник
- Е. Гришин, И. Зубжицкая «Старые песни о главном»
- М. А. Булгаков «Морфий» — отец, старик
- А. Толстой «Буратино» — Базилио
- Д. Белов «В джазе только девушки» — Озгуд
- У. Шекспир «Король Лир» — Лир, король Британский
- Л. Н. Толстой «Отец Сергий» — отец Сергий
- С. Закутин («Зефиров — Кефиров») «Старые песни о главном −2» — Адам Шверубович, отдыхающий
- П. Ершов «Конёк-горбунок» — отец
- А. Цагарели «Ханума» — Микич Котрянц
- А. Чехов «Треплев. Проба» по пьесе «Чайка» — Треплев
- П. Санаев «Похороните меня за плинтусом» — Лёня
- Р. Куни «Слишком женатый таксист» — инспектор Портерхаус
- Г. Горин «Тевье-молочник» по пьесе «Поминальная молитва» — Лейзер-Волф — мясник
- Б. Томас «Здравствуйте, я ваша тётя!» — полковник Френсис Чеснэй
- М. Старицкий и И. Нечуй-Левицкий «За двумя зайцами» — Прокоп Свиридович Серко, владелец лавки
- Э. де Филиппо «Страсти по-итальянски» — Альфредо[16][17][11]

## Семья
Супруга — Надежда Дробыш (в девичестве - Колпакова), сын — Борис Дробыш, дочь — Лидия Дробыш.